# Yaichnaya Sinyaya
Yaichnaya Sinyaya (en ruso: Яичная Синяя) es una variedad cultivar de ciruelo (Prunus domestica), de las denominadas ciruelas europeas,
una variedad de ciruela obtenida en el "Instituto Panruso de Selección y Tecnología de Horticultura y Viveros". Las frutas tienen un tamaño mediano, de forma ovoides; piel con un color principal rojo, no hay color de cobertura, no hay pubescencia, la capa de pruina es fuerte, y pulpa de color amarilla, la consistencia es finamente fibrosa, la densidad es media, la jugosidad es superior a la media, el contenido de azúcar es superior a la media, el aroma es medio.

## Sinonimia
- "Яичная Синяя",
- "Huevo azul",
- "Слива Яичная Синяя",
- "Sliva Yaichnaya Sinyaya".[4][5]

## Historia
'Yaichnaya Sinyaya' es una variedad de ciruela creada en el "Instituto Panruso de Selección y Tecnología de Horticultura y Viveros" gracias al equipo de obtentores formado por H.K. Yenikeev, S.N. Satarova, yV.S. Simonov mediante hibridación de la variedad 'Skorospelka Krasnaya' como "Parental Madre" x el polen de la variedad 'Renklod Ullensa' como "Parental Padre".
'Yaichnaya Sinyaya' está inscrita en el "Registro Estatal" para la Región Central de Rusia desde el año 1986.

## Características
'Yaichnaya Sinyaya' es un árbol vigoroso. La copa es ovalada, la densidad y el follaje son promedio, el brote es marrón oscuro, desnudo, las yemas son de tamaño mediano, ligeramente desviadas del brote. La lámina de la hoja es obovada, el tamaño (largo x ancho) es de 41,36 cm2, el color es verde, brillante, el grosor es mediano, la superficie es ligeramente arrugada, la pubescencia está ausente en la parte superior e inferior, el borde es dentado, el pecíolo es de longitud media, las glándulas están presentes. Los pétalos de la flor no están cerrados, hay 22 estambres, el estigma del pistilo y los estambres están al mismo nivel, el ovario está desnudo, el cáliz tiene forma de copa, el pedúnculo es de longitud media y desnudo. Florece y fructifica en ramitas de ramo y brotes anuales. La época de floración es del 13 al 20 de mayo. Autofértil, con un rendimiento medio y una fructificación no muy periódica.
'Yaichnaya Sinyaya' tiene frutos de tamaño mediano con peso promedio de 28 gr, de forma ovoides; piel con un color principal rojo, no hay color de cobertura, no hay pubescencia, la capa de pruina es fuerte, la forma de la parte superior en la base es ovalada, la sutura ventral está poco desarrollada; el pedúnculo cuya longitud es media, la separación del pedúnculo es seca; la pulpa es de color amarilla, la consistencia es finamente fibrosa, la densidad es media, la jugosidad es superior a la media. El contenido de azúcar es superior a la media, el aroma es medio, la calificación de sabor es de 4,2 puntos. La composición química de la piel y la pulpa: materia seca - 16%, ácidos libres - 2,01%, azúcares - 14,8%, ácido ascórbico - 12,06 mg / 100 g.  El hueso es ovalado, el peso es de 0,8 g, es el 2,8% del peso del fruto.
Hueso es semi adherente, ovalado, el peso es de 0,8 g, es el 2,8% del peso del fruto.
El fruto madura simultaneamente en la segunda decena de agosto. La transportabilidad es media.

## Usos
Esta variedad de fruta se destina a consumo humano como postre fresco en mesa.

## Cualidades
El daño a brotes y ramas por las heladas invernales es leve, mientras que los brotes florales son normales. 
La resistencia a la sequía es media, el daño por enfermedades (clasterosporium) es fuerte (3,5 puntos), la podredumbre del fruto es débil y el daño por plagas (pulgón, carpocapsa) es fuerte (3-4 puntos). 
Esta variedad es apta para la producción, pero no para la horticultura intensiva. 
Ventajas de la variedad: frutos de alta calidad, autofertilidad, mayor resistencia al invierno.
Desventajas de la variedad: altura, inestabilidad a la clasterosporium.